# Francisco María Campos y Ángeles
Francisco María Campos y Ángeles (Actopan, Hidalgo, 16 de junio de 1860 - Ciudad de México, 20 de junio de 1945). Hijo de Felipe Campos y Juliana Ángeles. Fue nombrado III Obispo de Tabasco en 1889. Hizo sus primeros estudios en su pueblo natal, después en el Seminario de Tulancingo donde más tarde impartiera las cátedras de Latín y Filosofía. Se ordenó sacerdote el 23 de diciembre de 1882. En 1883 fue nombrado vicerrector y se le confiaron las cátedras de Dogma y de Sagrada Escritura. En 1891 fue nombrado canónigo y en 1896 asistió al 5.º. Concilio Provincial Mexicano.

## Obispo de Tabasco
En octubre de 1896 fue nombrado Administrador Apostólico de Ciudad Victoria, donde se le notificó haber sido preconizado III Obispo de Tabasco el 3 de diciembre de 1897, siendo consagrado en la Catedral de Tulancingo el 16 de enero de 1898 por el Delegado Apostólico, Dn. Nicolás Averardi y el 16 de febrero del mismo año llegó a San Juan Bautista (hoy Villahermosa), empezando con la visita Pastoral.
En 1889 asistió en Roma al Concilio Plenario Latinoamericano donde se le nombró promotor de oficio; en su ausencia perdió a su Madre, razón por la que no quiso regresar a Tabasco sino hasta haber recaudado fondos para la construcción del Seminario Conciliar Guadalupano anexo a un colegio; readaptó el Colegio Santa María de Guadalupe y volvió a abrir el colegio "Verbo Encarnado" y embelleció la Catedral. Más tarde reorganizó el Cabildo.
El 14 de febrero de 1907, se erigió la Arquidiócesis de Yucatán a la que pertenecería Tabasco hasta la fecha.

## Obispo de Chilapa
A la muerte del Obispo de Chilapa, Guerrero en 1906, se fue a la Diócesis de Chilapa, en donde fue nombrado VI Obispo de Chilapa desde el 12 de octubre de 1907 hasta septiembre de 1908, estando al frente de las Diócesis de Tabasco y Chilapa.
En 1915 fue hecho prisionero en Copalillo, Guerrero, por las fuerzas zapatistas. Renunciando al Obispado de Chilapa en diciembre de 1922.

## Obispo de Doara
El 15 de enero de 1923, fue preconizado Obispo Titular de Doara, y a mediados de 1926 debido a la persecución religiosa imperante en el país en ese tiempo, salió para Oklahoma, EUA.
Falleció el 20 de junio de 1945, en México, a los 85 años de edad siendo Decano del Episcopado Mexicano. Fue sepultado en el panteón del Tepeyac, ese mismo día era consagrado en la Basílica de Guadalupe el 8°. Obispo de Tabasco, Don José de Jesús del Valle y Navarro.